# 0131
0131 è il prefisso telefonico del distretto di Alessandria, appartenente al compartimento di Torino.
Il distretto comprende la parte centrale della provincia di Alessandria. Confina con i distretti di Casale Monferrato (0142) e di Mortara (0384) a nord, di Voghera (0383) a est, di Piacenza (0523) a sud-est, di Novi Ligure (0143) a sud, di Acqui Terme (0144) a sud-ovest e di Asti (0141) a ovest.

## Aree locali e comuni
Il distretto di Alessandria comprende 71 comuni compresi nelle 2 aree locali di Alessandria (ex settori di Alessandria, Felizzano e Valenza) e Tortona (ex settori di San Sebastiano Curone e Tortona). I comuni compresi nel distretto sono: Alessandria, Alluvioni Cambiò, Alzano Scrivia, Avolasca, Bassignana, Bergamasco, Berzano di Tortona, Borgoratto Alessandrino, Bosco Marengo, Brignano-Frascata, Carbonara Scrivia, Carentino, Carezzano, Casal Cermelli, Casalnoceto, Casasco, Castellania, Castellar Guidobono, Castellazzo Bormida, Castelletto Monferrato, Castelnuovo Scrivia, Castelspina, Cerreto Grue, Costa Vescovato, Cuccaro Monferrato, Dernice, Fabbrica Curone, Felizzano, Frascaro, Frugarolo, Fubine, Gamalero, Garbagna, Gremiasco, Guazzora, Isola Sant'Antonio, Lu, Masio, Molino dei Torti, Momperone, Monleale, Montacuto, Montecastello, Montegioco, Montemarzino, Oviglio, Paderna, Pecetto di Valenza, Pietra Marazzi, Piovera, Pontecurone, Pozzol Groppo, Predosa, Quargnento, Quattordio, Rivarone, Sale, San Salvatore Monferrato, San Sebastiano Curone, Sant'Agata Fossili, Sarezzano, Sezzadio, Solero, Spineto Scrivia, Tortona, Valenza, Viguzzolo, Villalvernia, Villaromagnano, Volpedo e Volpeglino .